# Rapporti tra cristianesimo ed ebraismo

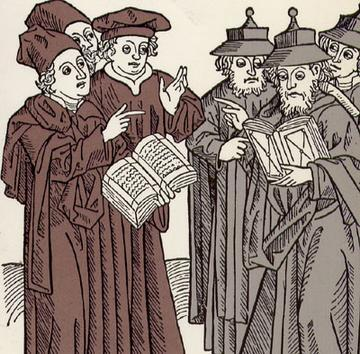
Disputa tra studiosi cristiani ed ebrei, xilografia di Johann von Armssheim (1483) - Collezione B. M. Ansbacher, Gerusalemme.

I rapporti tra cristianesimo ed ebraismo sono spesso stati oggetto di dibattito; sebbene entrambe le religioni condividano radici storiche nel periodo del Secondo Tempio, queste stesse religioni si sono separate, con profondi cambiamenti, nei primi secoli dell'era volgare.

## Elementi fondamentali
Il cristianesimo si basa sulla corretta professione di fede (od ortodossia), concentrandosi principalmente sul Nuovo Testamento che il Dio Trino cristiano ha stabilito tramite Gesù. L'ebraismo pone enfasi sulla "giusta condotta ", concentrandosi principalmente su come ottemperare l'alleanza mosaica che il Dio unico di Israele, il Dio di Abramo, di Isacco e di Giacobbe, ha fatto con gli Israeliti, come scritto nella Torah e nel Talmud.
In altre parole, i cristiani ricercano una salvezza (o redenzione) "individuale" tramite il ravvedimento da una vita di peccato e l'accettazione di Gesù Cristo come loro unico Salvatore, per grazia e nella fede; in molte confessioni del cristianesimo anche i rituali e i sacramenti acquisiscono un ruolo centrale come espressioni della Nuova Alleanza con Dio. Gli ebrei, invece, partecipano individualmente e collettivamente ad un dialogo eterno col Dio di Israele tramite la tradizione, i rituali, le preghiere e le azioni etiche che esprimono l'alleanza del loro popolo con Dio.
La corrente principale del cristianesimo adora la Trinità (il Dio uno e trino), e afferma che Dio abbia assunto la condizione umana nella persona di Gesù Cristo. L'ebraismo proclama - da 4000 anni fino ad oggi - l'unità di Dio, e rifiuta in assoluto - da quando è nato il cristianesimo o almeno dalle sue prime formulazioni dogmatiche vincolanti - l'idea di un Dio che assuma la natura umana.

## Auto-identificazione
La Torah (letteralmente "insegnamento"), sia scritta sia orale, racconta la storia dell'Alleanza tra Dio e il popolo ebraico, e fornisce agli ebrei i termini di questo patto. La Torah orale, in particolare, è la guida principale per rispettare tali termini, come espresso nel trattato talmudico Gittin 60b, "il Santo, benedetto Egli sia, non ha fatto la Sua alleanza con Israele se non in virtù della Legge orale", per aiutarli ad imparare a vivere una vita santa e di portare la santità, la pace e l'amore nel mondo e in ogni parte della vita, in modo che la vita possa essere elevata ai più alti livelli di Qedushah, inizialmente attraverso lo studio e la pratica della Torah, e dopo la distruzione del Secondo Tempio, attraverso la preghiera come viene espressa nel Trattato Sotah 49a "Dalla distruzione del Tempio, ogni giorno è più maledetto di quello precedente, e l'esistenza del mondo è assicurata solo dalla Kedushà ... e dalle parole pronunciate dopo lo studio della Torah." Dopo l'adozione della Amidah, il riconoscimento di Dio avviene tramite la dichiarazione di Isaia 6:3 "Santo (Kadosh), santo, santo è il Signore degli eserciti. Tutta la terra è piena della Sua gloria". alla fine dello studio della Torah, che è un obbligo quotidiano per l'ebreo osservante, e santifica Dio per sé. Il mantenimento continuo del rapporto tra l'individuo e Dio attraverso lo studio o la preghiera ripetuta tre volte al giorno tutti i giorni, è la conferma del patto originario. In questo modo il popolo ebraico come comunità cerca di realizzare la profezia "Io, il Signore, ti ho chiamato per la giustizia e ti prenderò per mano; ti custodirò e ti stabilirò come Alleanza del popolo e luce delle nazioni. " (42:6) (da esempio, da emulare) nel corso della storia, e come parte dell'intento divino di attuare un'era di pace e di santità dove idealmente una vita devota e le buone azioni non siano mezzi bensì fini.
Il Cristianesimo afferma che il suo scopo principale è quello di fornire alle persone ciò che ritiene essere l'unico percorso valido di salvezza, come annunciato dagli apostoli e descritto negli Atti degli Apostoli come La Via Solo in contesto Gentile (non ebraico) La Via è indicata come cristiana. Secondo il teologo cristiano Alister McGrath, gli ebrei cristiani affermavano ogni aspetto dell'allora contemporaneo ebraismo del Secondo Tempio, con la sola aggiunta della credenza che Gesù fosse il Messia, secondo Isaia 49:6, "un parallelo esplicito al 42:6" citato da Paolo negli Atti 13:47 e reinterpretato da Giustino.Secondo gli scrittori cristiani, in particolare Paolo, la Bibbia insegna che le persone, nel loro stato attuale, sono peccatrici, e il Nuovo Testamento rivela che Gesù è Figlio dell'uomo e Figlio di Dio, uniti in unione ipostatica, Dio Figlio, Dio incarnato; che la morte di Gesù per crocifissione fu un sacrificio per espiare tutti i peccati dell'umanità e che l'accettazione di Gesù come Salvatore e Signore salva dal Giudizio Divino, dando la vita eterna. Gesù è il mediatore del Nuovo Testamento. Il suo famoso Discorso della Montagna è considerato da alcuni studiosi cristiani come la proclamazione dell'Etica della Nuova Alleanza, in contrasto con l'Alleanza di Mosè fatta con Dio sul Monte Sinai.

## Nazionale e universale
Il tema della Tanakh, o Bibbia ebraica, è la storia dei figli di Israele, soprattutto in termini del loro rapporto con Dio. Così, l'ebraismo è stato caratterizzato anche come una cultura o una civiltà. Il fondatore del Movimento Ricostruzionista, Rabbi Mordecai Kaplan, definisce l'ebraismo come una civiltà religiosa in evoluzione. Un segno importante di questo è che non c'è bisogno di credere o anche di fare qualcosa per essere ebreo: la definizione storica di "ebraicità" richiede solo che uno sia nato da una madre ebrea, o che uno si converta all'ebraismo in accordo con la legge ebraica. Attualmente, l'ebraismo riformato e l'ebraismo ricostruzionista includono anche i nati da padri ebrei e madri gentili, se i figli sono allevati come ebrei.
Per molti ebrei religiosi, l'etnicità ebraica è strettamente legata al loro rapporto con Dio, e quindi ha una forte componente teologica. Questa relazione è racchiusa nella nozione che gli ebrei sono un popolo eletto. Per gli ebrei rigorosamente osservanti, essere "eletto" significa fondamentalmente che è stata volontà di Dio che esista un gruppo di persone costituite in una alleanza, che siano tenute a obbedire un certo gruppo di leggi come dovere di tale loro alleanza, che queste persone (il popolo ebraico) abbiano eletto di entrare in questa alleanza con Dio. Si considera loro intendimento divino l'essere idealmente la "luce delle nazioni" e il "popolo santo" (cioè, un popolo che vive la propria vita in piena conformità con la volontà divina, come esempio per gli altri) e non "l'unica via verso Dio". Per gli ebrei, la salvezza viene da Dio, concessa liberamente, e l'osservanza della Legge è uno dei modi per rispondere alla grazia di Dio.

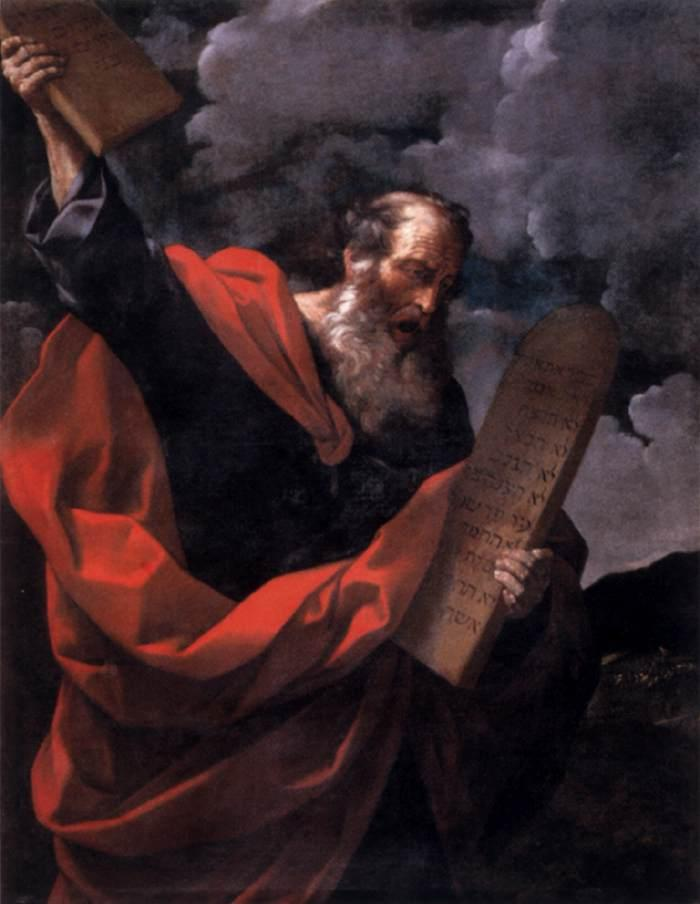
Mosè con le Tavole della Legge,
Dipinto di Guido Reni, 1624 circa

Gli ebrei ritengono che le altre nazioni e popoli non siano obbligati (né presunti) di obbedire alla Legge di Mosè, con la notevole eccezione che le uniche leggi che l'ebraismo ritiene siano automaticamente vincolanti (per essere certi di avere un posto nel mondo a venire) per le altre nazioni sono le cosiddette Sette Leggi di Noè. Quindi, come religione etnica, l'ebraismo sostiene che gli altri popoli o persone possano avere i loro diversi percorsi per arrivare a Dio (o alla santità, o alla "salvezza"), purché siano coerenti con le Sette Leggi di Noè.
Mentre etnicità e cultura giocano un ruolo importante nella identità ebraica, non sono l'unico modo in cui gli ebrei si definiscono ebrei. Ci sono ebrei laici, che fanno uso di etnia e cultura come loro criteri di definizione. Ci sono anche gli ebrei religiosi, che invece non lo fanno. Gli ebrei religiosi definiscono la loro ebraicità nel contesto del loro ebraismo. In tale contesto, un convertito religioso si potrebbe "sentire" più ebreo di un ebreo etnico laico. Mentre Rabbi Kaplan definisce l'ebraismo come una civiltà, ci sono molti che potrebbero non essere d'accordo, citando millenni di tradizione e osservanza religiosa come qualcosa che va oltre la semplice civiltà. Infatti, la maggior parte degli ebrei osservanti potrebbero dire che l'ebraismo è una storia d'amore.
Ebraismo e cristianesimo condividono la convinzione che esiste un Solo e Vero Dio, l'Unico degno di essere adorato. L'ebraismo vede questo Solo e Vero Dio come un Essere Unico, Ineffabile, Indefinibile. Frasi come "Fondamento di Ogni Essere", "Realtà Rivelantesi" e "Creatore e Sostenitore di Vita" catturano solo in parte il Dio degli ebrei. Anche se Dio non cambia, la nostra percezione di Dio cambia, e di conseguenza gli ebrei sono sempre aperti a nuove esperienze della presenza di Dio. Il cristianesimo, con poche eccezioni, vede l'Unico, Vero Dio come personalità trina: Dio Padre, Dio Figlio (Gesù) e Dio Spirito Santo. Dio è lo stesso di ieri, di oggi e di domani, quindi i cristiani in genere esaminano le Sacre Scritture (sia ebraiche che cristiane) per comprendere chi Dio sia.
Il cristianesimo è caratterizzato dalla sua pretesa di universalità, che segna una rottura significativa dall'identità e pensiero ebraici, ma ha le sue radici nel giudaismo ellenistico. I cristiani credono che Gesù rappresenti il compimento della promessa di Dio ad Abramo e alla nazione di Israele, che Israele sarebbe stato una benedizione per tutte le nazioni. Alcuni cristiani credono che la Legge sia stata "completata" da Gesù e che sia quindi diventata irrilevante per una "vita di fede".
Sebbene i cristiani in generale credano che la loro religione sia molto inclusiva (dal momento che non solo gli ebrei ma tutti i gentili possono essere cristiani), gli ebrei vedono il cristianesimo come molto esclusivo, in quanto alcune denominazioni ritengono i non-cristiani (come per es. gli ebrei, i musulmani e i pagani) come aventi un rapporto incompleto o imperfetto con Dio, e pertanto esclusi dalla Grazia, Salvezza, Paradiso e Vita eterna. Per la maggior parte dei cristiani, è la fede dichiarata o "confessata" in Gesù come Salvatore che rende la grazia di Dio disponibile agli individui, e la salvezza non può attuarsi in nessun altro modo (Solus Christus nel protestantesimo, Extra Ecclesiam nulla salus nel cattolicesimo, e si veda teologia della duplice alleanza per un'opinione divergente).
Questa differenza cruciale tra le due religioni ha altre implicazioni. Per esempio, mentre in una conversione all'ebraismo il convertito deve accettare i principi fondamentali della fede ebraica e rinunciare a tutte le altre religioni, il procedimento è principalmente una forma di adozione, come cambiare cittadinanza (vale a dire, diventare un membro formale della nazione o clan o tribù), con il convertito che diventa "figlio di Abramo e di Sara". Per molte ragioni, alcune storiche e altre religiose, l'ebraismo non incoraggia i suoi membri a convertire gli altri e di fatto richiede l'iniziativa della persona che desidera convertirsi. Al contrario, la maggior parte delle denominazioni cristiane cercano attivamente di convertire e proselitizzare, secondo la Missione Universale (Matteo 28:16-20), e la conversione al cristianesimo è in genere una dichiarazione di fede (sebbene alcune denominazioni la vedano specificamente come un'adozione nella comunità di Cristo, e la tradizione cristiano-ortodossa la veda come un'unione letterale delle membra del corpo di Cristo).
Sia il cristianesimo che l'ebraismo sono stati influenzati dalle diverse culture dei rispettivi credenti. Ad esempio, ciò che gli ebrei dell'Europa orientale e del Nord Africa considerano "cibo ebraico" ha più in comune con le cucine dei non-ebrei dell'Europa orientale e dei nordafricani che non con loro stessi, anche se per gli ebrei religiosi la preparazione di tutti gli alimenti deve essere conforme alle stesse leggi, quelle del Casherut. Secondo gli ebrei non-ortodossi e gli storici critici, anche la legge ebraica è stata influenzata dalle culture circostanti (per esempio, alcuni studiosi sostengono che lo stabilirsi del monoteismo assoluto nell'ebraismo sia stata una reazione contro il dualismo del Zoroastrismo che gli ebrei avevano incontrato quando vivevano sotto il dominio persiano; gli ebrei respinsero la poligamia durante il Medioevo, influenzati dai loro vicini cristiani). Anche secondo gli ebrei ortodossi esistono variazioni nelle tradizioni ebraiche da una parte all'altra del mondo. È per questo motivo che lo Shulchan Arukh di Joseph ben Ephraim Karo non si affermò come codice autorevole della Legge ebraica se non dopo che Moshe Isserles aggiunse il suo commentario, che documentava le variazioni nelle usanze locali.

## Testi sacri

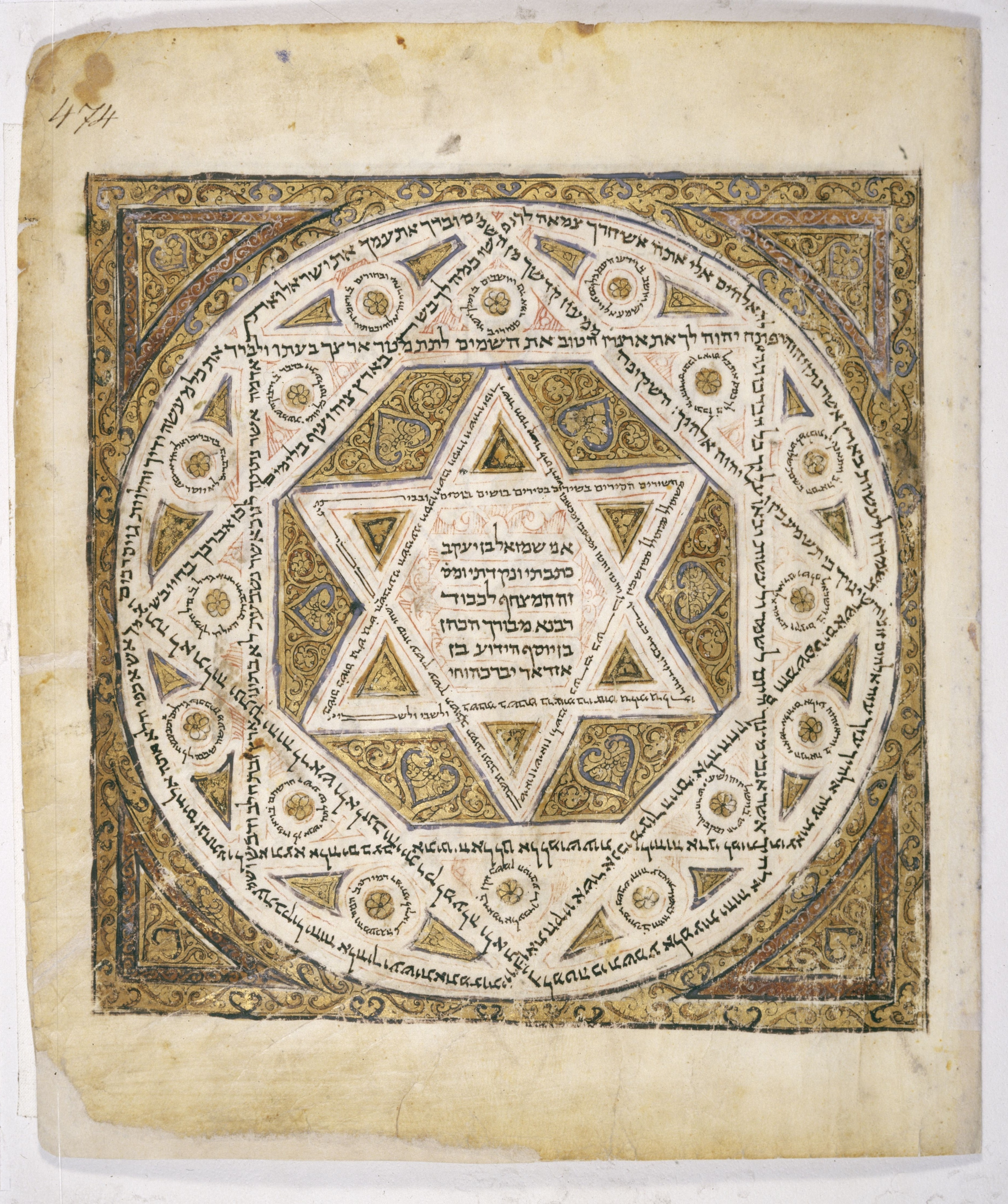
Calligrafia dal Codex Leningradensis, antico manoscritto della Bibbia ebraica del 1008 d.C.

La Bibbia ebraica si compone di tre parti: la Torah (Istruzione, la Septuaginta ha tradotto l'ebraico con nomos o Legge), i Nevi'im (Profeti) e il Ketuvim (Scritti). Collettivamente, le tre parti sono conosciute col nome di Tanakh. Secondo l'ebraismo rabbinico, la Torah è stata rivelata da Dio a Mosè e al suo interno gli ebrei trovano 613 Mitzvot (comandamenti).
La tradizione rabbinica afferma che Dio ha rivelato due Torah a Mosè, una che è stata messa per iscritto e l'altra che è stata trasmessa oralmente. Mentre la Torah scritta ha una forma fissa, la Torah orale è una tradizione vivente che comprende non soltanto gli integratori specifici della Torah scritta (per esempio, qual è il modo corretto di macellare gli animali o cosa si intende per "tefillin"), ma anche le procedure per comprendere e parlare della Torah scritta (quindi, la Torah orale rivelata sul Sinai comprende i dibattiti tra quei rabbini che sono vissuti molto tempo dopo Mosè). Le elaborazioni della Legge orale sulle narrazioni della Bibbia e le storie dei rabbini, sono indicate come Haggadah, che comprende anche l'elaborazione dei 613 comandamenti in forma di leggi di cui la Halakhah. Elementi della Torah orale sono stati messi per iscritto da Yehudah HaNasi nella Mishnah nel 200 e.v.; molti più elementi della Torah orale sono registrati dal Talmud babilonese e dal Talmud di Gerusalemme, redatti rispettivamente nel 600 e.v. e 450 e.v. circa. I Talmud si distinguono per il modo in cui combinano legge e tradizione, per la loro spiegazione del metodo midrashico di interpretare i testi e per i loro rendiconti di dibattiti tra rabbini, che conservano interpretazioni divergenti e conflittuali della Bibbia e delle sentenze legali.
Sin dal momento della trascrizione del Talmud, rabbini autorevoli hanno compilato codici di legge che sono generalmente tenuti in grande stima: la Mishneh Torah, l'Arba'ah Turim, e lo Shulchan Arukh. Quest'ultimo, che era basato su codici precedenti e completato dal commentario di Moshe Isserles e che prende atto di altre pratiche e usanze degli ebrei in differenti comunità, in particolare tra gli ashkenaziti, è generalmente ritenuto autorevole dagli ebrei ortodossi. Lo Zohar, che è stato scritto nel XIII secolo, è generalmente ritenuto il più importante trattato esoterico ebraico.
Tutti i movimenti ebraici contemporanei considerano sacri il Tanakh e la Torah orale nella forma della Mishnah e dei Talmud, anche se ci sono divergenze in merito alla loro rivelazione divina e anche alla loro autorità. Per gli ebrei, la Torah - scritta e orale - è la guida principale per il rapporto tra Dio e l'uomo, un documento vivente che ha spiegato e continuerà a spiegare intere nuove intuizioni nel corso delle future generazioni e dei millenni. Un detto che cattura questo afferma "Gira e rigira [le parole della Torah] più e più volte, poiché tutto vi è contenuto."
I cristiani accettano la Torah scritta e altri libri della Bibbia ebraica come Sacra Scrittura, sebbene alcune Chiese attribuiscano una grande autorevolezza alla traduzione nella koinè greca della Septuaginta, piuttosto che alla versione originale in ebraico biblico/aramaico biblico del Testo masoretico. Due esempi degni di nota sono:
- Isaia 7:14 (7:14[28]) - "vergine" invece di "giovane donna"
- Salmo 22:16[29] - "hanno forato le mie mani e i miei piedi" invece di "come un leone, (si gettano sulle) mie mani e miei piedi".[30]

Invece del tradizionale ordine ebraico dei nomi e dei libri, i cristiani organizzano e denominano i libri quasi sempre secondo la Septuaginta. Alcune denominazioni cristiane (come gli anglicani, i cattolici e gli ortodossi orientali), includono nelle Scritture una serie di libri (gli apocrifi biblici o Libri deuterocanonici o Anagignoskomena, cfr. Canone della Bibbia) nel loro canone biblico che non sono nel canone ebraico attuale, sebbene siano stati inclusi nella versione dei Settanta.
I cristiani rifiutano la Torah orale degli ebrei, che era ancora in forma orale, e quindi non scritta, al tempo di Gesù
I cristiani credono che Dio abbia stabilito una nuova alleanza con i popoli per mezzo di Gesù, come scritto nei Vangeli, Atti degli Apostoli, Epistole, e altri libri chiamati collettivamente il Nuovo Testamento (la parola “testamento”, attribuita a Tertulliano, è comunemente alternata con la parola «alleanza»). Per alcuni cristiani, ad esempio per i cattolici e i cristiani ortodossi, questa nuova alleanza include la Sacra Tradizione e il Magistero della Chiesa cattolica. Altre chiese, in particolare quelle protestanti, rifiutano l'autorità di tali tradizioni e sostengono invece il principio della sola scriptura, che accetta solo la Bibbia come regola finale di fede e di pratica. Inoltre, alcune denominazioni includono un "insegnamento orale di Gesù agli apostoli", che credono siano state tramandate fino ad oggi dalla Successione apostolica.
I cristiani indicano i libri biblici su Gesù come Nuovo Testamento, e il canone dei libri ebraici come Antico Testamento, termini associati con il "supersessionismo" (o sostituzione, rimpiazzamento). L'ebraismo non accetta la nomea retronimica della sua Sacra Scrittura chiamata "Antico Testamento", e molti ebrei si riferiscono al Nuovo Testamento come il "Testamento cristiano" o "Bibbia cristiana". L'ebraismo respinge tutte le asserzioni che la nuova Alleanza cristiana sostituisca o abroghi o concluda o sia lo sviluppo o consumazione dell'Alleanza espressa dalla Torah scritta e orale. Pertanto, come il cristianesimo non accetta che la Legge mosaica abbia autorità sui cristiani, così l'ebraismo non accetta che il Nuovo Testamento abbia autorità religiosa sugli ebrei.

## L'antico testamento
Molti ebrei affermano che i cristiani hanno una visione piuttosto ambivalente della Torah o Legge mosaica: da una parte, i cristiani ne parlano come parola assoluta di Dio, ma dall'altra, ne applicano i comandamenti con una certa selettività. Alcuni ebrei sostengono che i cristiani citano i comandamenti del Vecchio Testamento per sostenere un punto di vista particolare, mentre poi ignorano gli altri comandamenti della stessa classe e che hanno la stessa importanza. Ne sono esempio alcuni comandamenti che Dio afferma in modo esplicito di osservare "per sempre" (cfr. 31:16-17, 12:14-15), o certe pratiche che Dio vieta in quanto abominevoli, ma che non sono vietate dalla maggior parte delle confessioni cristiane.
I cristiani spiegano che questa selettività si basa su decisioni prese dai primi ebrei cristiani negli Atti degli Apostoli, al Concilio di Gerusalemme, che i gentili non avevano bisogno di convertirsi completamente all'ebraismo, e dovevano rispettare solo alcuni comandamenti della Torah, come quello di evitare l'idolatria e la fornicazione e il sangue e, secondo alcune interpretazioni, l'omosessualità. Questa opinione viene anche sostenuta dall'ebraismo moderno, cioè che i Giusti tra le nazioni non hanno bisogno di convertirsi all'ebraismo e devono solo ottemperare alle leggi noachiche, anche le quali includono proibizioni su idolatria e fornicazione e sangue.
Alcuni cristiani sono d'accordo sul fatto che quegli ebrei che accettano Gesù debbano continuare ad osservare la Torah, basandosi sugli avvertimenti di Gesù agli ebrei di non usarlo come scusa per trascurarla, e supportano i tentativi di alcune correnti religiose come quella dell'Ebraismo messianico a farlo (l'Ebraismo messianico viene considerato dalla maggioranza dei cristiani e degli ebrei una forma di cristianesimo). Alcune forme di cristianesimo protestante oppongono in assoluto l'osservanza della Legge mosaica, anche da parte degli ebrei, e Martin Lutero criticò questa opposizione alla Legge, chiamandola Antinomismo.
Una corrente minore di cristianesimo, nota come "Sottomissione cristiana alla Torah", afferma che la Legge mosaica - come scritta nella Torah, appunto - è vincolante per tutti i coloro che credono in Dio nella Nuova Alleanza, anche per i gentili quindi, perché considera i comandamenti di Dio come "eterni" (119:152, 119:160; 12:24, 29:9; 16:29) e "buoni" (9:13; 119:39; 7:7-12).

## Concetti di Dio
Tradizionalmente, sia l'ebraismo che il cristianesimo credono nel Dio di Abramo, Isacco e Giacobbe, per gli ebrei il Dio del Tanakh, per i cristiani il Dio dell'Antico Testamento, il Creatore dell'universo. L'ebraismo e le correnti maggiori del cristianesimo rifiutano l'idea che Dio sia interamente immanente (sebbene alcuni assegnino questo concetto allo Spirito santo) e nel mondo come presenza fisica, (sebbene i cristiani trinitari credano nell'incarnazione di Dio). Entrambe le religioni ricusano il concetto che Dio sia completamente trascendente e quindi separato dal mondo, come asserivano i greci pre-cristiani (il "Dio sconosciuto" - Ἄγνωστος Θεός, Agnostos Theos). Entrambe le religioni naturalmente rigettano l'ateismo da un lato e il politeismo dall'altro.
Entrambe le religioni sono d'accordo che Dio condivida gli attributi di trascendenza e immanenza. Come spieghino e risolvino tale attribuzione, è dove queste due religioni differiscono. Il cristianesimo postula che Dio esiste come Trinità; secondo questo concetto, Dio esiste in tre differenti persone che condividono una sola essenza (Οὐσία, Ousia) divina, o sostanza (consustanzialità). Nelle tre uno, in uno tre. Il Dio Unico è indivisibile, mentre le tre Persone sono distinte e specifiche, Dio Padre, Dio Figlio e Dio Spirito Santo. Si afferma che Dio divenne specialmente immanente in forma fisica attraverso la Incarnazione di Dio Figlio, che si fece uomo nella persona di Gesù, che si crede sia contemporaneamente divino e umano, in un'unione ipostatica. Esistono comunque sette "cristiane" che mettono in dubbio una o più di queste dottrine. Al polo opposto, l'ebraismo vede Dio come singola entità e considera il trinitarianismo incomprensibile e una violazione dell'insegnamento biblico che Dio è Uno. Rigetta totalmente la nozione che Gesù o qualsiasi altro oggetto o persona vivente possa essere "Dio", che dio possa avere letteralmente "un figlio" in forma fisica o che sia divisibile in qualsiasi modo o concetto, o che Dio possa venir unito al mondo materiale in tale guisa. Sebbene l'ebraismo fornisca agli ebrei una parola che indichi la trascendenza di Dio (Ein Sof, senza fine) e immanenza (Shekhinah, dimorare), queste sono soltanto parole umane per descrivere due modi di vivere Dio - ma Dio è uno e indivisibile (שמע ישראל י*ה*ו*ה אלהינו י*ה*ו*ה אחד).

### Shituf
Shituf (in ebraico שיתוף ‎?, traslitterato anche come shittuf o schituf, "associazione", "partenariato") è un termine usato da fonti ebraiche per descrivere il culto del Dio di Israele in una maniera che l'ebraismo reputa non essere monoteistica. Il termine connota quindi un tipo di teologia che non è del tutto politeista, ma che non può esser considerata puramente monoteista. Viene usato principalmente in riferimento alla Trinità cristiana dalle autorità legali ebraiche che desiderano distinguere il cristianesimo dal vero e proprio politeismo. Sebbene sia proibito agli ebrei di acquisire una teologia di shituf, i non-ebrei, in una qualche forma, possono adottare tale teologia senza esser considerati idolatri dagli ebrei.
Una minoranza di ebrei, per esempio, reputano che, mentre il culto cristiano è ritenuto politeista (a causa della molteplicità della Trinità), sia comunque permesso ai cristiani di giurare nel nome di Dio, poiché nel giuramento fanno riferimento al Dio unico. Benché il culto di una trinità sia considerato dagli ebrei identico a qualsiasi altra forma di idolatria, per i non ebrei può quindi essere una credenza accettabile (secondo certe decisioni delle autorità rabbiniche).
Nonostante tutto ciò, se il cristianesimo sia shituf o politeismo, rimane un problema sempre dibattuto nella teologia ebraica.

## Etica

### Fede e buone azioni
L'ebraismo afferma che lo scopo della Torah è quello di insegnare ad agire correttamente e giustamente. L'esistenza di Dio è data per scontata dall'ebraismo e non è qualcosa che la maggioranza delle autorità vedono come materia di fede "obbligatoria". Sebbene alcune autorità reputino che la Torak richieda agli ebrei di credere in Dio, gli ebrei considerano la fede in Dio una condizione necessaria ma non sufficiente per una "vita ebraica". L'espressione verbale essenziale dell'ebraismo è la Shema Israel, l'affermazione che il Dio della Bibbia è il Dio degli ebrei e che questo Dio è unico e uno. L'espressione fisica essenziale dell'ebraismo è di comportarsi in conformità alle 613 mitzvot (i comandamenti specificati nella Torah), e quindi vivere la propria vita secondo le vie del Signore. Pertanto, nell'ebraismo le persone sono fondamentalmente chiamate ad instillare santità nella vita (con la guida delle leggi di Dio), piuttosto che ritirarsi dalla vita per essere sante.
Anche gran parte del cristianesimo insegna che Dio vuole che la gente faccia opere buone, ma tutte le denominazioni sostengono che le buone opere da sole non portano alla salvezza, e questa posizione viene chiamata "legalismo". L'eccezione è la "teologia della duplice alleanza". Alcune denominazioni cristiane sostengono che la salvezza dipende dalla trasformante fede in Gesù, che viene espressa in opere buone come testamento (o testimone) della propria fede di fronte agli altri (posizione tenuta principalmente dal cristianesimo ortodosso orientale e dalla chiesa cattolica romana), mentre altri (inclusa la maggior parte dei protestanti) sostengono che soltanto la fede è necessaria alla salvezza. Tuttavia, la differenza non è così grande come sembra, perché in realtà si basa sulla definizione di "fede" che viene usata. Il primo gruppo generalmente usa il termine "fede" per significare "assenso e sottomissione intellettuale sinceri". Tale fede non sarà salvifica fintanto che la persona non le ha permesso di effettuare una conversione trasformante della vita (rivolgendosi a Dio) nel proprio essere ("ontoteologia"). Quei cristiani che invece affermano "salvezza per sola fede" (chiamata anche con il suo nome latino "sola fide") definiscono la fede come implicitamente ontologica — il semplice assenso intellettuale non è chiamato "fede" da questi gruppi. La fede, dunque, è per definizione una trasformazione della vita.

### Il peccato
In entrambe le religioni, le offese contro la Volontà di Dio vengono chiamate "peccati". Tali peccati possono essere commessi coi pensieri, le parole, o le azioni.
Il cattolicesimo classifica i peccati in vari gruppi. Una trasgressione del rapporto con Dio è spesso chiamato peccato veniale; una completa rottura del rapporto con Dio è spesso chiamato peccato mortale. Senza la salvezza dal peccato (vedi sotto), la separazione di una persona da Dio è permanente e fa andare la persona all'Inferno una volta trapassata nell'aldilà. Sia la Chiesa cattolica che la Chiesa ortodossa definiscono il peccato più o meno come una "macula", una macchia spirituale o impurità, che costituisce un danno all'immagine dell'uomo nel suo rapporto con Dio.
La lingua ebraica ha numerose parole per descrivere il peccato, ognuna con un suo significato specifico. La parola pesha, o "trasgressione", indica un peccato di ribellione. La parola aveira significa "trasgressione". La parola avone, o "iniquità", indica un peccato fatto per mancanza di morale. La parola più comunemente tradotta con "peccato", cioè het, letteralmente significa "sviare, andar fuori strada". Proprio come la legge ebraica, chiamata Halakhah fornisce la "via" (o sentiero) di vita, il peccato comporta un allontanamento da quel percorso. L'ebraismo insegna che gli esseri umani sono nati con il libero arbitrio e moralmente neutrali, sia con uno yetzer hatov, (letteralmente, "la buona inclinazione", secondo alcuni, una tendenza verso il bene, secondo altri, una tendenza verso una vita produttiva e una tendenza ad essere altruisti) e una yetzer hara, (letteralmente "l'inclinazione al male", secondo alcuni, una tendenza verso il male, e in altri, una tendenza verso comportamenti primordiali o animaleschi, e la tendenza ad essere egoisti). Nell'ebraismo si ritiene che tutti gli esseri umani abbiano il libero arbitrio e possano scegliere il percorso di vita che desiderano. Non si insegna che è impossibile scegliere il bene - solo che a volte è più difficile. C'è quasi sempre una "via del ritorno" se una persona lo vuole (anche se i testi citano alcune categorie per le quali il percorso di ritorno potrebbe essere estremamente difficile, come per il calunniatore, il pettegolo abituale, e la persona maligna).
I rabbini riconoscono un valore positivo per la yetzer hara: una tradizione la identifica con l'osservazione fatta l'ultimo giorno della creazione, che la realizzazione di Dio era "molto buona" (l'opera di Dio nei giorni precedentiviene descritta solo come "buona" ) e spiega che senza la yetzer hara non ci sarebbero matrimoni, figli, commercio o altri prodotti del lavoro umano; l'implicazione è che yetzer ha'tov e yetzer hara sono meglio intesi non come categorie morali del bene e del male, ma come orientamenti tra l'altruismo e l'egoismo, ognuno dei quali, se usato nel modo giusto, può servire la Volontà di Dio.
In contrasto con la visione ebraica di essere moralmente equilibrati, il peccato originale si riferisce all'idea che il peccato di disobbedienza commesso da Adamo ed Eva (peccato "all'origine") abbia trasmesso, per così dire, un'eredità spirituale. I cristiani asseriscono che gli esseri umani ereditano una natura umana corrotta o danneggiata, in cui la tendenza a fare il male è maggiore di quanto sarebbe altrimenti stato, tanto che la natura umana non sarebbe ora in grado di partecipare alla vita ultraterrena con Dio. Questa non è una questione di essere "colpevole" di qualcosa: ogni persona è personalmente colpevole solo dei propri peccati attuali ed effettivi. Tuttavia, questa interpretazione del peccato originale è ciò che sta alla base dell'enfasi cristiana sulla necessità di una salvezza spirituale proveniente da un Salvatore spirituale, che può perdonare ed eliminare il peccato, anche se gli esseri umani non sono intrinsecamente puri e degni di salvezza. Paolo di Tarso nelle sue epistole ai Romani e ai Corinzi, ha posto particolare importanza in questa dottrina, e ha sottolineato che la fede in Gesù avrebbe permesso ai cristiani di superare la morte e raggiungere la salvezza nell'aldilà.
I cattolici, i cristiani ortodossi orientali e alcuni protestanti insegnano che il sacramento del Battesimo è il mezzo col quale la natura umana di ogni persona viene sanata e ritrova la Grazia santificante (la capacità di godere e partecipare nella vita spirituale di Dio, rigenerati spiritualmente). Ci si riferisce ad essa con la frase "nati dall'acqua e dallo Spirito", secondo la terminologia del Vangelo di Giovanni. Gran parte dei protestanti credono che tale grazia salvifica si realizzi quando la persona ha deciso di "seguire Gesù" e che il battesimo sia un simbolo della grazia già ricevuta.

### L'amore
Sebbene l'amore sia centrale per cristianesimo ed ebraismo, il critico letterario Harold Bloom (nel suo Jesus and Yahweh: The Names Divine - Gesù e Yahweh: i nomi divini) sostiene che le rispettive nozioni di "amore" sono fondamentalmente diverse. Specificamente, Bloom collega il concetto ebraico di amore alla giustizia, mentre quello cristiano lo collega alla carità, ma col significato di agápē (greco antico: ἀγάπη).
In ebraico, la parola "amore" viene resa con ahavah אהבה, ed è usata per descrivere sentimenti intimi o romantici o relazionali, come l'amore tra genitore e figlio rappresentato su Genesi 22:2, 25:28, 37:3; o l'amore tra amici intimi su Libro di Samuele 18:2, 20:17; o l'amore tra un giovane e una giovane nel Cantico dei Cantici. I cristiani usano spesso la Septuaginta per far distinzione tra i tipi di amore: philia per fraterno/filiale, eros per romantico e agape per amore altruista e disinteressato.
Come tanti altri accademici e teologi ebrei, Bloom intende l'ebraismo come fondamentalmente una religione d'amore. Tuttavia asserisce che si possa comprendere il concetto ebraico di amore solo esaminando uno dei comandamenti fondamentali dell'ebraismo, su Levitico 19:18, "Ama il prossimo tuo come te stesso", chiamato anche il secondo "Grande Comandamento". I saggi talmudici Hillel e Rabbi Akiva commentarono che questo è uno degli elementi principali della religione ebraica. Inoltre, tale comandamento è probabilmente al centro della fede ebraica stessa, come il terzo libro della Torah, il Levitico, è letteralmente il suo libro centrale. Storicamente, gli ebrei lo hanno sempre considerato di centrale importanza: tradizionalmente, i bambini iniziavano il loro studio della Torah con il Levitico, e la letteratura midrashica sul Levitico è tra le più lunghe e meglio dettagliate.

### L'aborto

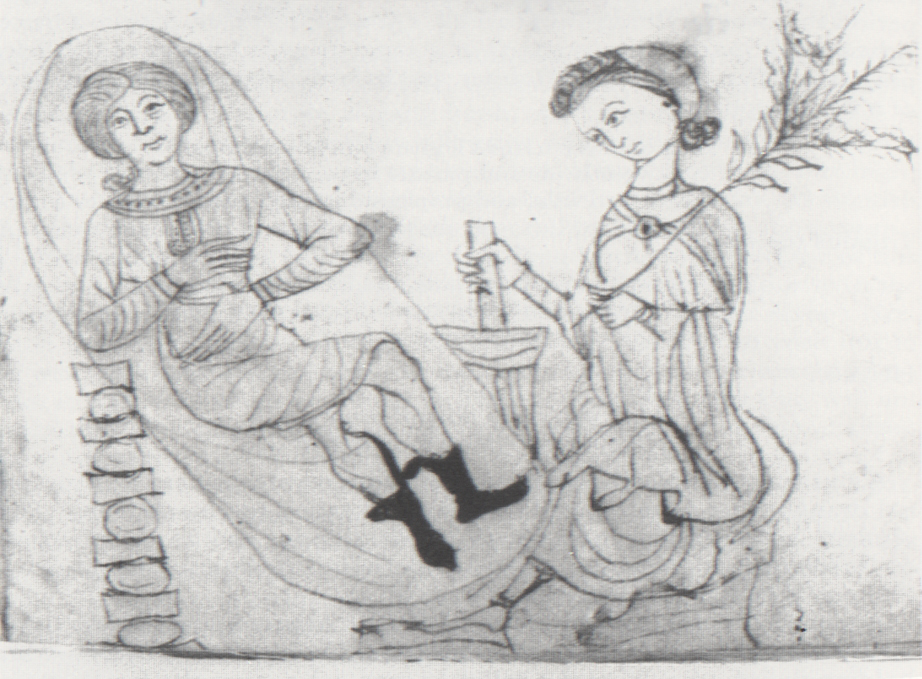
Disegno da manoscritto del XIII secolo dellHerbarium di Pseudo-Apuleio, che illustra una donna gravida sdraiata, mentre un'altra donna tiene in una mano la mentha pulegium e con l'altra prepara un miscuglio aborticida che contiene tale pianta.

L'unica affermazione nel Tanakh sullo status del feto dice che uccidere un infante prima della nascita non detiene lo stesso status dell'uccidere un essere umano già nato e comporta una pena minore (Esodo 21:22-25).
Il Talmud dichiara che il feto non possiede ancora una completa natura umana finché non è nato (con almeno la testa o parte del corpo uscite dalla donna), quindi uccidere un feto non è omicidio e l'aborto - in circostanze limitate - è sempre stato legale secondo la legge ebraica. Rashi, il grande commentatore della Bibbia e del Talmud (XII secolo), afferma chiaramente che il feto lav nefesh hu: "non è una persona". Il Talmud contiene l'espressione ubar yerech imo- "il feto è come la coscia di sua madre", cioè il feto è considerato ancora parte integrante del corpo della donna incinta. Il Talmud babilonese dice che: "l'embrione è reputato esser solo acqua fino al quarantesimo giorno". Dopodiché si ritiene subumano fino alla nascita. Quei cristiani che sono d'accordo con questo parere, si riferiscono ad esso chiamandolo "aborto prima del movimento fetale".
Altri due passi del Talmud chiarificano l'idea degli ebrei che il feto venga considerato parte della donna e non un'entità separata. Una sezione afferma che, se un uomo acquista una vacca che è incinta, è considerato proprietario sia della vacca che del feto che ne nascerà. Un'altra sezione dice che, se se una donna incinta si converte all'ebraismo, la sua conversione si applica anche al feto.
L'ebraismo sostiene unilateralmente l'aborto, in verità lo raccomanda (secondo il Pikuach nefesh), se i dottori credono che sia necessario salvare la vita della donna. Molte autorità rabbiniche permettono l'aborto per cause di grandi imperfezioni genetiche del feto. Lo permettono anche nel caso la donna rischi il suicidio per aver saputo di queste imperfezioni. L'ebraismo però non permette l'aborto per cause di pianificazione famigliare o per ragioni di convenienza. Comunque, ciascun caso deve esser deciso individualmente e la decisione infine spetta alla donna in gravidanza, al marito e al loro rabbino.
La maggioranza delle denominazioni cristiane storicamente hanno reputato l'aborto come illegittimo, facendo riferimento a passi dell'Antico Testamento tipo il Salmo 139 e Geremia 1, a passi del Nuovo Testamento che riguardano sia Gesù che Giovanni Battista mentre erano in utero. Inoltre, la Didaché, antico documento cristiano, proibisce esplicitamente l'aborto insieme all'infanticidio, entrambe pratiche comuni nell'Impero romano, e li considerano omicidio. La Chiesa cattolica condanna l'aborto in tutte le circostanze, siccome il suo Catechismo afferma: "la vita umana deve essere assolutamente rispettata e protetta dal momento del concepimento." (2270) Molti cristiani protestanti sostengono che i Dieci comandamenti proibiscono l'aborto con "Non uccidere"; altri rifiutano questa veduta, poiché ritengono che il contesto di tutta la serie di leggi bibliche include quelle leggi che le limitano agli esseri umani già nati.

### Guerra, violenza e pacifismo
Ebrei e cristiani accettano come validi e vincolanti molti degli stessi principi morali insegnati nella Torah. Vi è una grande sovrapposizione tra i sistemi etici di queste due fedi. Tuttavia, ci sono alcune differenze dottrinali altamente significative.
L'ebraismo ha un gran numero di insegnamenti sulla pace e sul compromesso ed i suoi insegnamenti fanno della violenza fisica l'ultima opzione possibile. Ciononostante, il Talmud insegna che "Se qualcuno viene con l'intenzione di ucciderti, allora si è obbligati ad uccidere per legittima difesa [piuttosto che essere uccisi]". La chiara implicazione è che offrire la gola equivarrebbe al suicidio (che la legge ebraica proibisce) e sarebbe anche considerato aiutare un assassino ad uccidere qualcuno, e quindi sarebbe come "mettere un ostacolo di fronte a un cieco" (cioè, rende più facile ad un'altra persona di commettere trasgressioni). La tensione tra le leggi che si occupano di pace e l'obbligo di legittima difesa, ha portato ad una serie di insegnamenti ebraici che sono stati descritti come "pacifismo tattico": la prevenzione della forza e della violenza quando possibile, ma l'uso della forza quando è necessaria per salvare la vita di se stessi e della propria gente.
Sebbene uccidere se stessi sia vietato dalla legge ebraica come una negazione della bontà di Dio nel mondo, in circostanze estreme, quando sembrava non esserci altra scelta che essere uccisi o costretti a tradire la propria religione, gli ebrei hanno commesso il suicidio o il suicidio di massa (si veda per esempio Masada, la prima persecuzione degli ebrei in Francia e il pogrom del Castello di York del 1190). Come triste ricordo di quei tempi, vi è anche una preghiera nella liturgia ebraica per "quando il coltello è alla gola", per coloro che muoiono per "santificare il Nome di Dio". (si veda: martire). Questi atti hanno ricevuto risposte contrastanti da parte delle autorità ebraiche. Alcuni ebrei li considerano come esempi di eroico martirio, ma altri dicono che, mentre gli ebrei dovrebbero essere sempre disposti ad affrontare il martirio se necessario, è però sbagliato togliersi la vita.
Poiché l'ebraismo si concentra sulla vita terrena, molte domande che avevano a che fare con la sopravvivenza e il conflitto (come il classico dilemma morale delle due persone nel deserto con acqua sufficiente a far sopravvivere solo una di loro) sono state analizzate in grande profondità dai rabbini del Talmud, nel tentativo di comprendere i principi che una persona devota dovrebbe seguire in simili circostanze.
Il Discorso della Montagna conferma che Gesù insegnava che se qualcuno viene a farti del male, tu devi "porgere l'altra guancia". Ciò ha portato quattro confessioni cristiane protestanti a sviluppare una teologia del pacifismo, per la prevenzione della forza e della violenza in qualsiasi momento. Queste confessioni sono note storicamente come le chiese della pace e hanno incorporato gli insegnamenti di Cristo sulla nonviolenza nella loro teologia, in modo da applicarla alla partecipazione nell'uso della forza violenta; le denominazioni cristiane sono i quaccheri, i Mennoniti, gli Amish, e la Church of the Brethren (Chiesa dei Fratelli). Molte persone di altre Chiese si attengono individualmente a questa dottrina senza renderla parte della loro professione di fede, ma la stragrande maggioranza delle nazioni e dei gruppi cristiani non l'hanno adottata, né l'hanno seguita in pratica.

### Pena capitale
Sebbene la Bibbia ebraica faccia molti riferimenti alla pena capitale, i saggi ebrei usarono la loro autorità per rendere quasi impossibile al Sinedrio di imporre una condanna a morte. Anche quando tale sentenza poteva essere stata imposta, le "Città del Rifugio" e altri santuari, erano a portata di mano per chi era involontariamente colpevole di reati capitali. Sulla pena di morte il Talmud attestava che se un tribunale uccideva più di una persona in settanta anni, era un tribunale barbaro (o "sanguinoso") e doveva esser condannato come tale.
Il cristianesimo di solito riservava la pena di morte all'eresia, alla negazione della nozione ortodossa di Dio e alla stregoneria, o simili pratiche non cristiane. Per esempio, in Spagna gli ebrei impenitenti furono esiliati, e solo quei cripto-ebrei che avevano accettato il battesimo sotto pressione ma mantenuto le usanze ebraiche in privato, venivano puniti con la morte. Attualmente è riconosciuto dalla maggior parte del cristianesimo che tale uso della pena capitale fu profondamente immorale.

### Bevande e cibi proibiti
Gli ebrei ortodossi, a differenza della maggioranza dei cristiani, praticano ancora una dieta restrittiva che ha molte regole. I cristiani credono che le leggi del cibo kosher non si applicano più dato che la Legge di Mosè è stata abrogata da Gesù, che ha insegnato: "Tutto ciò che entra nell'uomo dal di fuori non può contaminarlo,... ciò che esce dall'uomo, questo sì contamina l'uomo." (Vangelo di Marco 7), anche se il cattolicesimo romano e l'ortodossia orientale mantengono il proprio set di osservanze alimentari. Quest'ultima in particolare ha delle regole molto complesse e rigorose di digiuno, e continua a osservare il decreto apostolico della Legge/Atto 15 del Concilio di Gerusalemme.
I Testimoni di Geova non mangiano prodotti contenenti sangue e sono noti per non voler ricevere trasfusioni di sangue, basandosi sulla proibizione di "mangiar sangue".

## Salvezza
L'ebraismo non vede gli esseri umani come intrinsecamente imperfetti o peccatori e bisognosi di essere salvati dal peccato, ma piuttosto capaci con un libero arbitrio di essere giusti e, a differenza del cristianesimo, non associa idee di "salvezza" ad una Nuova Alleanza annunciata da un messia ebreo, anche se nell'ebraismo si afferma che il popolo ebraico avrà un rinnovato impegno nazionale di osservare i comandamenti divini con una Nuova Alleanza, e il Messia ebreo presiederà sul mondo in un'era di pace globale e di universale accettazione di Dio.
L'ebraismo sostiene invece che una vita corretta si realizza attraverso le opere buone e la preghiera sincera, e con un'ardente fede in Dio. L'ebraismo insegna anche che i gentili possono partecipare al "mondo a venire". Questo concetto è codificato nel Pirkei Avot 4:29 della Mishnah, nel Talmud babilonese sui Trattati Avodah Zarah 10b e Ketubot 111b, e nel codice legale di Maimonide del XII secolo, Mishneh Torah, su Hilkhot Melachim ("Leggi dei Re") 8.11.
La visione cristiana è che ogni essere umano è peccatore ed essere salvati per grazia di Dio, non semplicemente per merito delle proprie azioni, perdona la condanna all'Inferno.

### Giudizio
Sia il cristianesimo che l'ebraismo credono in una qualche forma di giudizio finale. La maggior parte dei cristiani (con l'eccezione del "Preterismo") credono nella futura Seconda venuta di Gesù, che comprende la Risurrezione dei morti e il Giudizio Universale. Coloro che hanno accettato Gesù come loro personale Salvatore, verranno salvati e vivranno alla presenza di Dio nel Regno dei Cieli; coloro che non hanno accettato Gesù come Salvatore, verranno gettati nello "stagno ardente di fuoco e zolfo" (inferno eterno o semplicemente annientati),
Nella liturgia ebraica esiste una preghiera significativa che parla di un "libro della vita" sul quale si viene scritti, per indicare che Dio giudica ogni persona ogni anno, anche dopo la morte. Questo processo annuale di giudizio inizia a Rosh haShanah e si conclude con Yom Kippur. Inoltre, Dio siede ogni giorno in giudizio per valutare le opere quotidiane di una persona. Dopo il previsto arrivo del Messia, Dio giudicherà le nazioni per la loro persecuzione di Israele durante l'esilio. In seguito, Dio giudicherà anche gli ebrei sulla loro osservanza della Torah.

### Cielo e Inferno

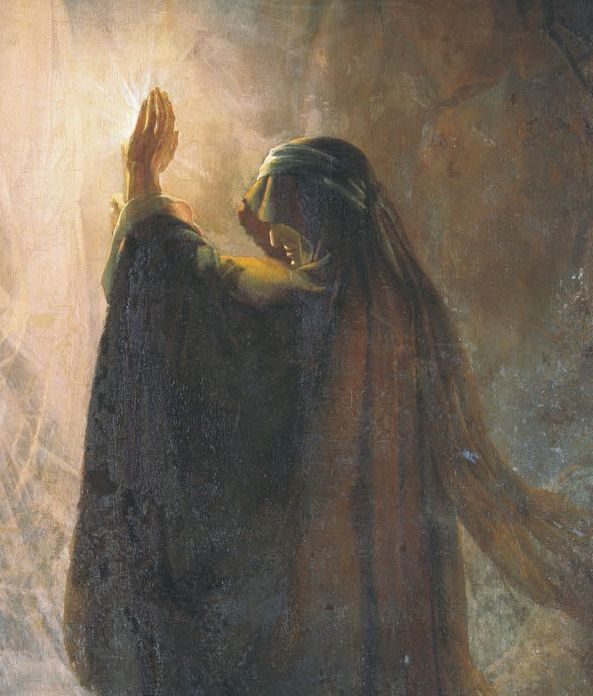
La strega di Endor, particolare di un'opera di Dmitri Nikiforovich Martynov (1826-1889).

Esiste scarsa letteratura ebraica sul cielo e sull'inferno come luoghi reali, e ci sono pochi riferimenti sulla vita dopo la morte nella Bibbia ebraica. Uno dei riferimenti è l'apparizione spettrale di Samuele, richiamato dalla Strega di Endor al comando del Re Saul. Un altro è una citazione dal profeta Daniele su quelli che dormono dentro la terra, che risorgeranno "alcuni per vita eterna, altri per vergogna e infamia eterna".
Le prime concezioni ebraiche erano più interessate al destino della nazione di Israele nel suo insieme, che non con l'immortalità individuale.
Una più forte convinzione sulla vita ultraterrena individuale si sviluppò durante il periodo del Secondo Tempio, ma fu contestata da varie sette ebraiche. I Farisei credevano che dopo la morte, le persone riposassero nelle loro tombe fin quando non erano fisicamente risorte con la venuta del Messia, e all'interno di quel corpo resuscitato l'anima sarebbe esistita eternamente. Maimonides incluse il concetto di Risurrezione nei suoi "Tredici Principi della Fede".
La visione ebraica viene riassunta da una osservazione biblica sulla Torah: in principio Dio veste gli ignudi (Adamo) e alla fine Dio seppellisce i morti (Mosè). I figli di Israele piansero per 40 giorni, poi andarono avanti con le proprie vite.
Nell'ebraismo, il Paradiso è talvolta descritto come un luogo in cui Dio discute il Talmud con gli angeli e dove gli ebrei passano l'eternità a studiare la Torah scritta e quella orale. Gli ebrei non credono in un "Inferno" come luogo di tormento sempiterno. La Geenna è un luogo o una condizione di purgatorio dove gli ebrei passano fino a dodici mesi di purificazione a seconda di quanto hanno peccato, per poi entrare in cielo, anche se alcuni asseriscono che alcuni tipi di peccatori non possono mai essere purificati abbastanza per poter andare in paradiso e piuttosto che affrontare il tormento eterno, semplicemente cessano di esistere. Pertanto, alcune violazioni come il suicidio vengono punite con la separazione dalla comunità, non venendo sepolti in un cimitero ebraico (ma in pratica, i rabbini spesso giudicano i suicidi come mentalmente incapaci e quindi non responsabili delle loro azioni). Inoltre, l'ebraismo non ha una nozione dell'inferno come un luogo governato da Satana, poiché il dominio di Dio è totale e Satana è solo uno degli angeli di Dio.
Anche i cattolici credono in un purgatorio per coloro che dovranno andare in paradiso, ma in generale credono anche che l'Inferno sia un luogo infuocato di tormento eterno, chiamato appunto "stagno di fuoco" (vedi nota nr. 60). Un'esigua minoranza crede che questo non sia permanente e che coloro che ci vanno finiranno per essere salvati o cesseranno di esistere. Il Paradiso dei cristiani è raffigurato in vari modi. Come "Regno di Dio", viene descritto nel Nuovo Testamento e in particolare nell'Apocalisse, il Cielo è una terra nuova o rigenerata, è un Mondo a venire libero dal peccato e dalla morte, con una Gerusalemme celeste guidata da Dio, Gesù, e i più giusti dei credenti, iniziando dai 144000 Israeliti di ogni tribù d'Israele, e dalle altre moltitudini che hanno ricevuto la salvezza e che vivranno pacificamente facendo pellegrinaggi per render gloria alla città santa.
Nel cristianesimo, promesse di inferno e paradiso sono spesso usate come punizioni e ricompense per motivare un comportamento buono o cattivo, e furono usate come minacce di disastri da profeti come Geremia per motivare gli Israeliti. L'ebraismo moderno ricusa in genere questo tipo di motivazione, insegnando invece di fare la cosa giusta perché è cosa giusta farla. Come scrisse Maimonide:

### Il Messia

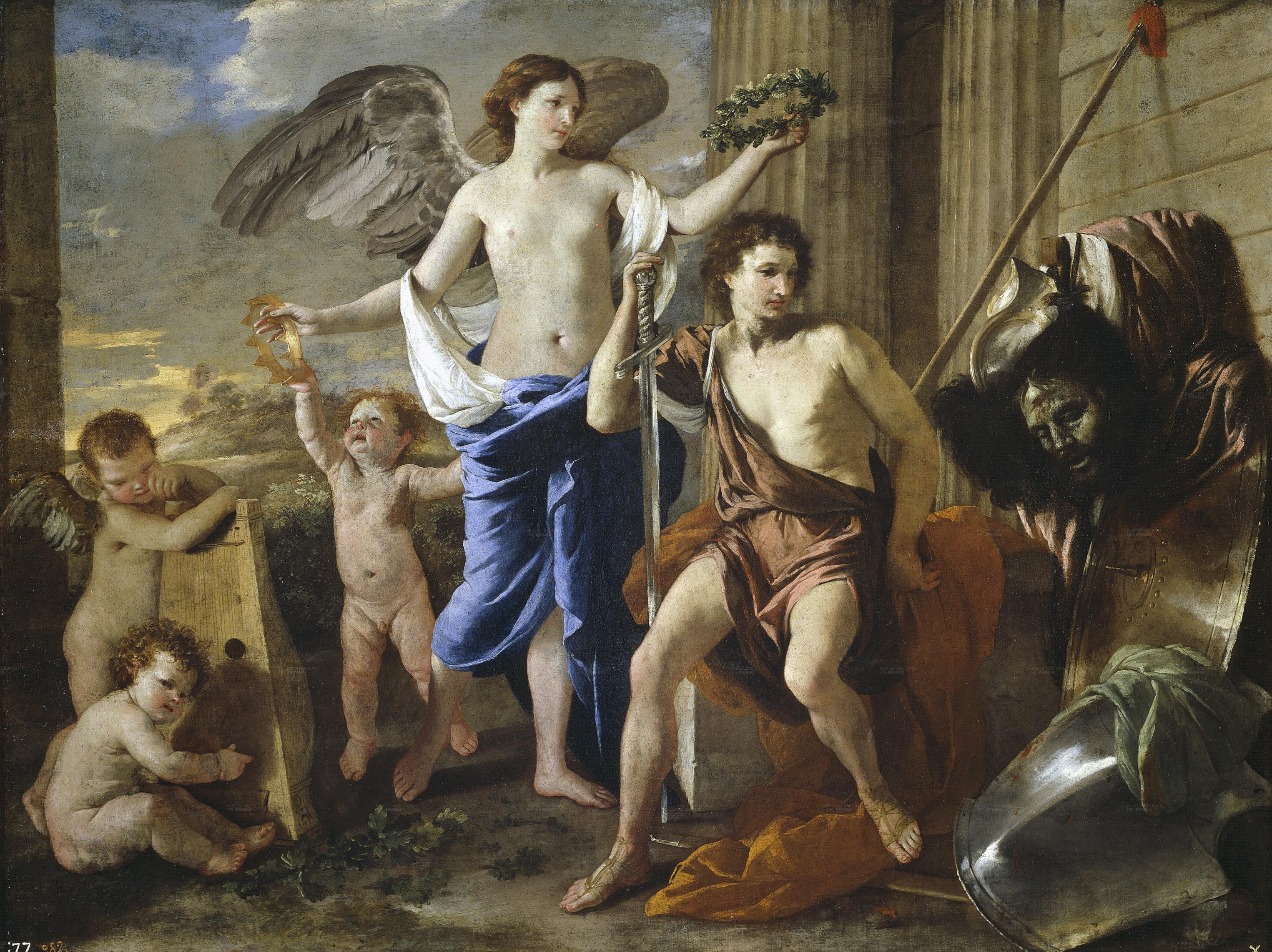
Il trionfo di Davide, dipinto di Nicolas Poussin (1630).

Gli ebrei credono che un discendente di Re Davide un giorno apparirà per ripristinare il Regno di Israele e inaugurare un'era di pace, prosperità e comprensione spirituale, per Israele e per tutte le nazioni del mondo. Gli ebrei si riferiscono a questa persona come Moshiach o "unto", tradotto con messia in italiano. L'idea ebraica tradizionale del Messia è che egli sia pienamente umano e nato da genitori umani, senza alcun elemento soprannaturale. Il messia dovrebbe avere un rapporto con Dio simile a quella dei Nevi'im (profeti) nel Tanakh. Nel suo commentario al Talmud, Maimonide ha scritto:
Aggiunge:
Maimonide chiarifica poi la natura del Messia:
La visione cristiana di Gesù come messia va al di là di tali descrizioni, e afferma il compimento e l'unione di tre ruoli consacrati: quello di profeta, come Mosè, che trasmette i comandamenti e l'alleanza di Dio e libera le persone dall'oppressione; quello di sommo sacerdote secondo l'ordine di Melchisedec che eclissa il sacerdozio levita; e quello di re, come Re Davide che regnava sugli ebrei e come Dio che regna sul mondo intero, e proveniente dal lignaggio di Davide.
Per i cristiani Gesù è anche unica ipostasi-persona in due nature: umana e divina, il Verbo Divino che si sacrifica per l'umanità affinché si salvi. Gesù "siede in cielo alla destra di Dio Padre" e "verrà a giudicare i vivi e i morti" alla fine del mondo "ed il suo Regno non avrà fine".
Letture cristiane della Bibbia ebraica trovano molti riferimenti su Gesù, sotto forma a volte di profezie specifiche, a volte (e spesso) di anticipazioni per tipologie o precursori. Tradizionalmente, molte delle interpretazioni cristiane della Bibbia sostengono e che quasi tutte le profezie erano in realtà avvisi sulla venuta di Gesù e che tutto l'Antico Testamento della Bibbia cristiana è una profezia della venuta di Gesù.

#### Convinzioni cattoliche

Papa Giovanni Paolo II (a sinistra) ed il Rabbino Capo Elio Toaff (a destra) nella sinagoga di Roma il 13 aprile 1986.

Il cattolicesimo afferma che extra Ecclesiam nulla salus ("Al di fuori della Chiesa non vi è salvezza"), massima che alcuni, come il gesuita Leonard Feeney, interpretano come un vero e proprio limitare la salvezza ai soli cattolici. Allo stesso tempo, la Chiesa non nega l'eventualità che coloro che non sono visibilmente suoi membri possano ottenere la salvezza. Recentemente gli insegnamenti del cattolicesimo in merito alla questione, sono stati enfatizzati nei documenti del Concilio Vaticano II: Unitatis Redintegratio (1964), Lumen Gentium (1964), Nostra aetate (1965), un'enciclica pubblicata da Papa Giovanni Paolo II (Ut Unum Sint, 1995), e in un documento emesso dalla Congregazione per la Dottrina della Fede nel 2000, Dominus Iesus. Quest'ultimo è stato criticato per aver asserito che i non-cristiani "si trovano in una situazione gravemente deficitaria se paragonata a quella di coloro che, nella Chiesa, hanno la pienezza dei mezzi salvifici", ma aggiunge anche che "per coloro i quali non sono formalmente e visibilmente membri della Chiesa, «la salvezza di Cristo è accessibile in virtù di una grazia che, pur avendo una misteriosa relazione con la Chiesa, non li introduce formalmente in essa, ma li illumina in modo adeguato alla loro situazione interiore e ambientale. Questa grazia proviene da Cristo, è frutto del suo sacrificio ed è comunicata dallo Spirito Santo»"
Papa Giovanni Paolo II il 2 ottobre 2000 specificò che questo documento non diceva che veniva attivamente negata la salvezza ai non-cristiani: "...questa confessione non nega la salvezza ai non-cristiani, ma punta a Cristo come sua fonte ultima, nel quale uomo e Dio sono uniti". Il 6 dicembre il Papa pubblicò una dichiarazione per accentuare ulteriormente che la Chiesa continuava a sostenere la sua posizione che la salvezza era disponibile ai credenti di altre fedi: "Il vangelo ci insegna che coloro che vivono secondo le Beatitudini -- i poveri di spirito, i puri di cuore, quelli che sopportano amorevolmente le sofferenze della vita -- entreranno nel Regno di Dio." Aggiungeva inoltre, "Tutti quelli che cercano Dio con cuore sincero, inclusi coloro che non conoscono Cristo e la sua chiesa, contribuiscono sotto l'influenza della Grazia a costruire il suo Regno." Il 13 agosto 2002 i vescovi cattolici americani pubblicarono una dichiarazione congiunta coi capi dell'Ebraismo riformato e dell'Ebraismo conservatore, intitolata "Reflections on Covenant and Mission" (Riflessioni su Alleanza e Missione), che affermava che i cristiani non dovevano cercare di convertire gli ebrei. Il documento stabiliva: "Gli ebrei sono già in una alleanza salvifica con Dio" e "Anche gli ebrei sono chiamati da Dio a preparare il mondo per il Regno di Dio." Tuttavia alcuni battisti americani e altri fondamentalisti cristiani credono ancora che sia loro dovere impegnarsi in ciò che essi chiamano una "missione verso gli ebrei increduli".

#### Convinzioni delle Chiese ortodosse
Le Chiese ortodosse orientali raccomandano una vita di continuo pentimento o metanoia, un atteggiamento che comprende un graduale miglioramento del pensiero, della fede e dell'azione. Per quanto riguarda la salvezza degli ebrei, dei musulmani e di altri "infedeli", gli ortodossi hanno sempre insegnato che non c'è salvezza fuori dalla Chiesa. Tuttavia l'Ortodossia cristiana riconosce che altre religioni potrebbero contenere la verità, però soltanto nella misura in cui sono in accordo con il cristianesimo.
Molti teologi ortodossi sostengono che tutte le persone avranno l'opportunità di unirsi a Dio (e quindi anche a Gesù Cristo) dopo la morte, e così diventar parte della Chiesa in quel momento. Dio viene rappresentato come buono, giusto e misericordioso; sembrerebbe quindi ingiusto condannare qualcuno perché non ha mai sentito il messaggio del Vangelo, o ha ricevuto una versione distorta del Vangelo dagli eretici. Si ragiona quindi che si deve ad un certo punto offrire a coloro che stanno fuori della Chiesa l'opportunità di prendere una decisione cognitiva vera e propria. Tuttavia, coloro che persistono nel rifiutare Dio si condannano da sé, tagliandosi fuori dalla fonte ultima di vita e da quel Dio che è Amore incarnato.
Ebrei, musulmani e membri di altre fedi sono quindi tenuti a convertirsi al cristianesimo perlomeno nella vita ultraterrena.

### Proselitismo
L'ebraismo non è una religione proselitizzante. L'ebraismo ortodosso rende volutamente molto difficile la conversione all'ebraismo e diventare ebrei richiede un notevole e continuativo sforzo di studio, vita e opere, per diversi anni. La decisione finale non è affatto una conclusione scontata. Una persona non può diventare ebrea sposando un ebreo, o aderendo ad una sinagoga, né coinvolgendosi totalmente con la comunità o religione, ma solo in modo esplicito con un impegno intenso, formale e controllato nel corso degli anni rivolti a questo obiettivo. Alcune correnti meno severe dell'ebraismo hanno reso questo procedimento un po' più facile, ma ancora ben lontano dall'essere un evento comune.
In passato l'ebraismo puntava maggiormente alla conversione di nuovi membri, ma nel senso che somigliava più che altro ad una «maggiore apertura verso i convertiti», piuttosto che ad un'attiva ricerca di nuovi proseliti. Poiché gli ebrei credono che uno non debba essere ebreo per avvicinarsi a Dio, non vi è alcuna pressione religiosa a convertire i non-ebrei alla propria fede.
La corrente Chabad-Lubavitch dell'ebraismo chassidico è un'eccezione a questo standard di non-proselitismo, poiché negli ultimi decenni ha promosso attivamente le leggi noachiche per i gentili come alternativa al cristianesimo.
Al contrario, il cristianesimo è una religione esplicitamente evangelizzatrice. I cristiani ritengono di avere ricevuto da Gesù Cristo il comando: «Andate dunque e ammaestrate tutte le nazioni, battezzandole nel nome del Padre e del Figlio e dello Spirito santo, insegnando loro ad osservare tutto ciò che vi ho comandato» (Mt 28:16-20). Storicamente, l'evangelizzazione ha certe volte portato alla conversione forzata con minaccia di morte o espulsione di massa. Mentre abusi di questo tipo non avvengono più, in passato e in alcuni contesti l'evangelizzazione divenne coercizione pesante, creando in quei casi molta ostilità e resistenza.

## Vedute comuni

### Prospettiva ebraica
Gesù non ha alcun ruolo nell'ebraismo. Molti ebrei hanno qualche familiarità con il nome di Gesù Cristo più che altro per la loro appartenenza alla società occidentale, relativamente orientata in senso cristiano. Molti di loro considerano Gesù come uno di una lunga lista di profeti falliti, nessuno dei quali possedette le qualità necessarie ad un profeta come è specificato nella Legge di Mosè. Altri ebrei vedono Gesù come un maestro che ha insegnato soprattutto ai gentili e imputano ai suoi seguaci successivi la responsabilità di avere attribuito a Gesù delle pretese messianiche, che trovano peraltro assai discutibili.
Poiché molta violenza fisica e spirituale è stata fatta agli ebrei nel nome di Gesù, e dato che l'evangelizzazione è ancora un aspetto tipico dell'attività delle chiese cristiane, molti ebrei religiosi si sentono a disagio nel discutere di Gesù, e lo reputano alla stregua di un oscuro predicatore itinerante o soltanto un nome vuoto (Yeshu). Nel rispondere alla domanda: "Cosa pensano gli ebrei di Gesù?", il filosofo Milton Steinberg ha sostenuto che, per gli ebrei, Gesù non può essere accettato come niente più che un maestro: «Soltanto in alcuni aspetti Gesù deviò dalla Tradizione», osserva Steinberg «ma in ognuno di questi aspetti gli ebrei credono che egli si sia sbagliato».
Con riferimento alla morte come mezzo di espiazione o sacrificio per gli altri (vedi Crocifissione di Gesù), sul piano religioso l'ebraismo non crede che Dio richieda un sacrificio umano o la sofferenza fisica. Ciò è sottolineato nelle tradizioni ebraiche riguardanti la storia del sacrificio di Isacco (Akedah): nell'interpretazione ebraica, in questo episodio narrato nella Torah Dio ha voluto mettere alla prova la fede e la volontà di Abramo, ma Isacco non avrebbe mai potuto essere effettivamente sacrificato. L'ebraismo rifiuta l'idea che una qualunque persona possa o debba morire per i peccati degli altri.
Come religione, in realtà, l'ebraismo è molto più focalizzato sugli aspetti pratici di come vivere una vita sacra in questo mondo secondo la volontà di Dio, piuttosto che sulla speranza in un'altra vita dopo la morte. L'ebraismo non crede nel concetto cristiano dell'inferno, anche se prevede una fase punitiva nell'aldilà (cioè la Geenna, la parola del Nuovo Testamento spesso tradotta con "inferno"); ha anche una nozione di "Paradiso" (Olam Haba), ma questo non è un dogma centrale nella fede ebraica.
L'ebraismo considera il culto nei confronti di Gesù come intrinsecamente politeista e respinge totalmente come inconsistenti i tentativi cristiani di spiegare la Trinità come una specie di "monoteismo complesso".
Naturalmente, il Natale e le altre festività cristiane non hanno alcun significato per gli ebrei e quindi non sono celebrate. Anzi, celebrarle è considerato "avodah zarah" (superstizione e idolatria) ed è proibito; in occidente, tuttavia, alcuni ebrei secolarizzati considerano il Natale come una festa laica, dato che nella maggioranza delle nazioni esso è un giorno non lavorativo.

### Prospettiva cristiana
I cristiani affermano che il cristianesimo sia il "completamento" e il successore dell'ebraismo, conservando gran parte della dottrina ebraica, tra cui il monoteismo e la credenza in un Messia, e alcune forme di culto come la preghiera e la lettura di testi biblici. I cristiani sono convinti che l'ebraismo richieda di per sé dei sacrifici di sangue per espiare i peccati, e che abbia abbandonato tali sacrifici soltanto a causa della distruzione del Secondo Tempio.
La maggior parte dei cristiani considera che la legge mosaica sia stata necessaria come tappa intermedia, ma che dopo la crocifissione di Gesù l'osservanza della Torah, sia nei suoi risvolti civili sia in quelli cerimoniali, sia stata sostituita dalla Nuova Alleanza: lo scopo di quei precetti era solo quello di disciplinare il culto nei tabernacoli nel deserto e poi nel tempio di Gerusalemme.
Alcuni cristiani aderiscono alla "teologia della nuova alleanza", in cui si afferma che gli ebrei hanno rifiutato Gesù come Messia e Figlio di Dio e quindi hanno cessato di essere il popolo eletto. Questa posizione è stata ammorbidita da alcuni aderenti, o completamente respinta da altre denominazioni, che invece riconoscono agli ebrei una condizione speciale a causa della loro alleanza con Dio tramite Abramo: la questione continua comunque ad essere una questione dibattuta tra i cristiani. Su posizioni diverse è la "teologia della duplice alleanza", secondo la quale l'alleanza con il popolo ebraico non è mai stata revocata e l'aggettivo nuova nell'espressione neotestamentaria "nuova alleanza" debba essere intesa solo come "seconda alleanza", che non sostituisce affatto la prima.
Alcuni cristiani che stimano il popolo ebraico più vicino a Dio, cercano di comprendere e incorporare prospettive ed elementi ebraici nelle loro credenze come mezzo per rispettare la religione "madre", o cercare di tornare alle loro radici cristiane in maniera più profonda. Questi cristiani che abbracciano aspetti dell'ebraismo sono talvolta criticati dagli altri cristiani come "giudaizzanti", soprattutto se spingono altri cristiani ad osservare insegnamenti dell'Antico Testamento respinti dalla grande maggioranza delle chiese. Neanche gli ebrei, d'altronde, guardano spesso con favore a queste manifestazioni di giudeocristianesimo, considerandole delle appropriazioni indebite di pratiche e tradizioni qualificanti del popolo ebraico, che non sono mai state intese come norme di vita richieste ai non ebrei.

## Interrelazioni

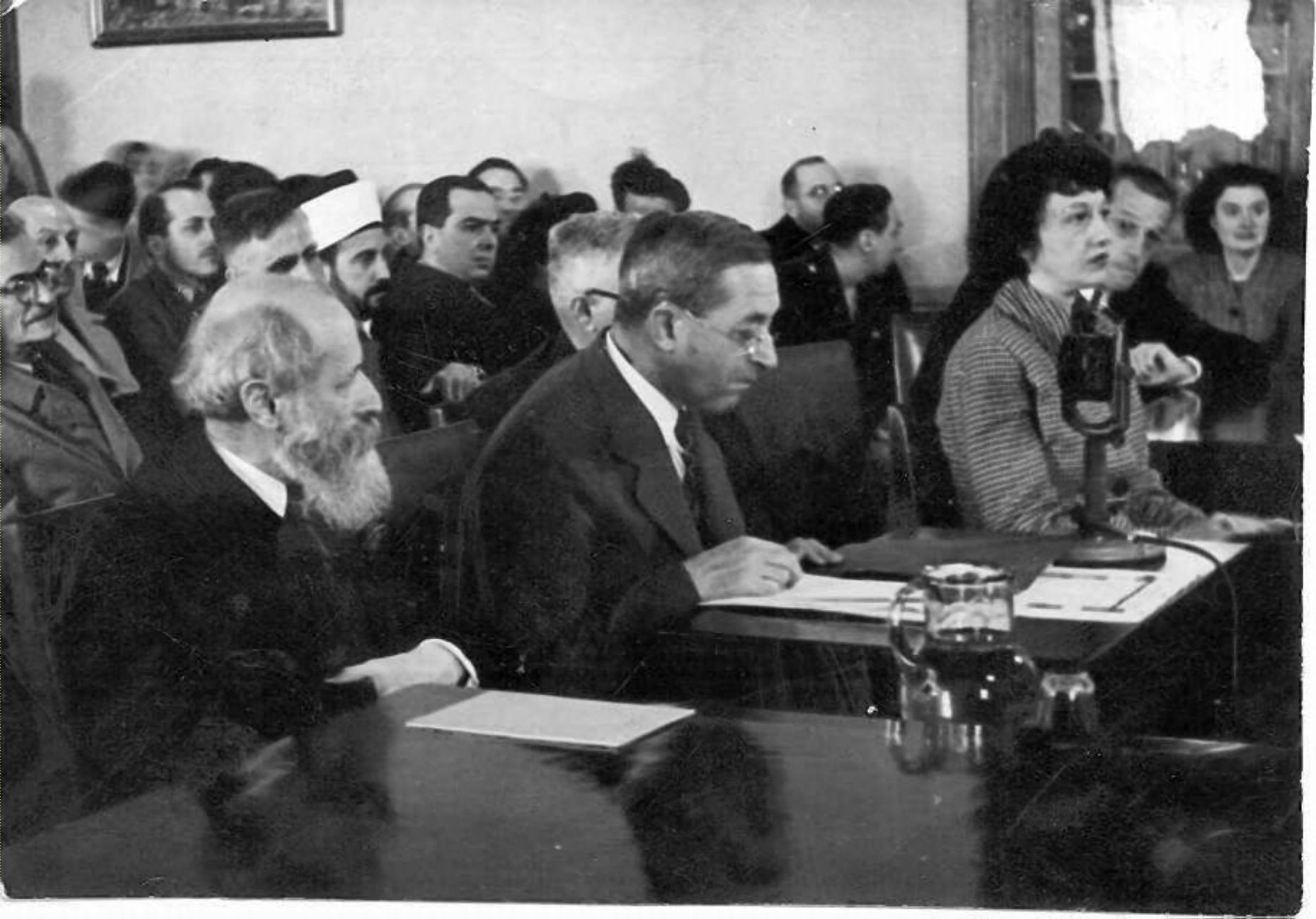
Martin Buber e Judah Leon Magnes testimoniano al Comitato Anglo-Americano di Inchiesta, a Gerusalemme, per l'ammissione degli ebrei in Palestina (1946).

In aggiunta alle svariate prospettive che una religione ha dell'altra, c'è stata anche una lunga e spesso dolorosa storia di conflitti e persecuzioni e, a volte, di riconciliazioni tra le due religioni, che hanno influenzato le mutue opinioni delle rispettive relazioni nel tempo.
Persecuzioni, conversioni e trasferimenti forzati di ebrei (quelli che oggi verrebbero definiti crimini d'odio) si sono verificati per molti secoli, con momenti di riconciliazione soltanto occasionali. I pogrom sono stati comuni in tutta l'Europa cristiana, come anche la violenza organizzata, le limitazioni di proprietà terriere e di vita professionale, i trasferimenti forzati e la ghettizzazione, i codici di abbigliamento obbligatori e, a volte, azioni umilianti e tortura. Tutto ciò ha avuto ripercussioni importanti sulla cultura ebraica. Ci sono anche state azioni non coercitive di sensibilizzazione e di impegno missionario, come quello della Chiesa anglicana col suo "Ministero della Chiesa presso il popolo ebraico", fondato nel 1809.
Risulta chiaro comunque che, formalmente, le due religioni vivono fianco a fianco per lo più in pace, con un forte interdialogo a diversi livelli per riconciliare le "differenze" del passato tra i due gruppi; molti cristiani sottolineano il comune patrimonio storico e la continuità religiosa con l'antico lignaggio spirituale degli ebrei. Cristiani ed ebrei cercano infine di coesistere riconoscendo il fatto che entrambi adorano lo stesso Dio Onnipotente, che entrambi riconoscono molti degli stessi profeti e che entrambe le religioni tentano di rendere il mondo un posto migliore. I cristiani considerano gli ebrei i custodi dell'Antica Alleanza (la Legge di Mosè). Gli ebrei considerano i cristiani come gentili che adorano il Dio Unico, ma che per il resto hanno la loro propria e diversa religione (B'nei Noah, Leggi noachiche).
Per Martin Buber l'ebraismo e il cristianesimo erano varianti dello stesso tema messianico. Buber usò questo tema come base di una nota definizione delle tensioni tra ebraismo e cristianesimo:
Dopo l'Olocausto, ci sono stati tentativi di costruire un nuovo rapporto di mutuo rispetto per le differenze, tramite l'inaugurazione nel 1942 dell'organizzazione interreligiosa Council of Christians and Jews, denominata successivamente International Council of Christians and Jews (ICCJ). La Conferenza di Seelisberg, nel 1947, concordò dieci punti in merito alle cause dell'antisemitismo cristiano. Sessant'anni più tardi, i dieci punti di Seelisberg sono stati riproposti nei "Dodici Punti di Berlino", con l'auspicio che riflettano un rinnovato impegno verso il dialogo interreligioso tra le due comunità.
Agli inizi del XXI secolo, il dialogo tra esponenti della Chiesa cattolico-romana e delle comunità ebraiche si è in parte interrotto anche per la scelta della Chiesa romana di "liberalizzare" al suo interno l'uso della liturgia tridentina, che prevede, per l'azione liturgica del Venerdì santo, un'orazione in cui gli Ebrei tornano ad essere definiti "perfidis Judaeis". Al di là dei diversi significati attribuiti dai cattolici a questa espressione o a tutta l'orazione, gran parte del mondo ebraico è rimasta comunque perplessa per questo ritorno della Chiesa romana al passato preconciliare, e per il silenzio che sostanzialmente ha ricevuto come risposta alle sue richieste di chiarimento. Anche alcuni interventi con cui la Santa Sede ha tentato, nel 2008, di sanare la situazione imponendo una nuova formulazione del testo liturgico ha finito per scontentare sia i cattolici tradizionalisti, sia molti Ebrei.

## Relazioni tra cristianesimo ed ebraismo nella storia

### Repertorio di autori cristiani che trattarono dello statuto dell'ebraismo dopo la morte di Gesù Cristo

#### II secolo: inizio del conflitto tra giudaismo e cristianesimo, dialoghi, esortazioni
- pseudo-Barnaba: Lettera di Barnaba (130-132)
- Marcione: Antitesi
- Giustino: Dialogo con Trifone (160)
- Ireneo di Lione: Adversus haereses (180)
- Tertulliano: Adversus Iudaeos
- Melitone di Sardi: omelia pasquale

#### L'Impero cristiano e gli Ebrei
- Giovanni Crisostomo: diverse omelie contro i Giudei
- Agostino d'Ippona: La città di Dio (410-426); Tractatus adversus Iudaeos
- Girolamo: diverse epistole, in cui tratta dell'esistenza dei Giudei

#### Gregorio Magno e Isidoro di Siviglia
- Gregorio Magno: diverse lettere ai vescovi in cui tratta del giudaismo
- Isidoro di Siviglia: Etymologiae, De fide catholica contra Iudaeos (612-620)

#### La svolta di Agobardo di Lione: la "scoperta" cristiana del Talmud
- Agobardo di Lione: De iudaicis superstitionibus et erroribus (828); De baptismo mancipiorum iudaeorum; De insolentia Iudaeorum
- Amolone di Lione: Epistola seu liber contra Iudaeos (846)

#### L'epoca della prima crociata
- Alessandro II, Anselmo da Baggio: Lettera apostolica Dispar nimium est

#### Il XII secolo
- Gilberto Crispino: Disputatio Iudaei et christiani; Disputatio christiani cum gentili de fide Christi
- Pietro Alfonsi: Dialogi Petri et Moysis Iudaei (o Dialogus contra Iudaeos, post 1126)
- Pietro Abelardo: Dialogus inter Philosophum, Iudaeum et Christianum; Scito Te Ipsum, seu Ethica
- Bernardo di Chiaravalle: epistole 363-365, contro i Giudei
- Pietro il Venerabile: Adversus Iudaeorum inveteratam duritiem (1144-1147)
- Andrea di San Vittore: commentari biblici
- Onorio Augustodunense
- Gerhoh di Reichesberg: De investigatione antichristi
- Gioacchino da Fiore: Exhoratorium Iudaeorum (noto spesso come Adversus Iudaeos); commento all'Apocalisse
- Adamo di Perseigne
- Lamberto di Saint-Omer: De bona arbore et mala, arbor bona est ecclesia fidelium, arbor mala est synagoga
- Ildegarda di Bingen: Scivias

#### L'atteggiamento del papato medievale nei confronti dei Giudei
- Callisto II, Guido di Borgogna: bolla Sicut Iudaeis (1120)
- Alessandro III Bandinelli: nuova pubblicazione della bolla Sicut Iudaeis (1175)
- Innocenzo III, Lotario di Segni: Constitutio pro Iudaeis; 32 lettere contro gli Ebrei (tra cui quelle a Filippo II di Francia, 1205, a Pietro di Corbeil, a Maurice de Sully arcivescovo di Parigi, e a Pietro II di Courtenay, 1208)
- Gregorio IX, Ugolino di Segni
- Innocenzo IV Fieschi: lettera Impia Iudaeorum perfidia (1244); Constitutio pro Iudaeis 1247

#### La disputa di Barcellona e le sue conseguenze
- Raimondo Martí: Capistrum Iudaeorum (1267); Pugio (1278)
- Porchetus de Selvaticis: Victoria adversus impios Hebraeos in qua tum ex sacris litteris tum ex dictis Talmud ac cabbalistarum monstratur veritas catholicae fidei (1303)

#### I secoli XIV e XV
- Giovanni di Rupescissa: Liber secretorum eventuum (1349); Liber ostensor (1356)
- Federico di Braunschweig
- Matfre Ermengau
- Alfonso Bonihominis: adattamento latino del De adventu Messiae di Samuel del Marocco
- Benedetto XIII, Pero de Luna: costituzione apostolica Etsi doctoris gentium
- Nicola di Buldesdorf
- Jerónimo de Santa Fe: Contra Iudaeorum perfidia ex Talmuth (De Iudaicis erroribus, 1412); Ad convincendam Iudaeorum perfidiam (1413)
- Alfonso de la Espina: Fortalitium fidei (1460)
- Flavio Mitridate: Biblioteca Cabbalistica; Sermo de passione Domini (predicato davanti a papa Sisto IV nel 1481)
- Pico della Mirandola: Conclusiones secundum propriam opinionem (1486)

#### Il XVI secolo
- Pelicanus: De modo legendi et intelligendi Hebraea (1503)
- Johannes Reuchlin: Rudimenta linguae Hebraeae; Warum die Juden so lang im Ellend sind (1505); Augenspiegel (1511); De Cabala seu symbolica receptione
- Johannes Pfefferkorn: Der Joeden Spiegel (1507)
- Pietro Colonna Galatino: De archanis catholicae veritatis (1518)
- Paolo Ricci: Talmudica (1519)
- Paolo III Farnese: bolla Licet ab initio (1542)
- Giulio III Ciocchi del Monte: bolla Cum sicut nuper (1554)
- Paolo IV Carafa: bolla Cum nimis absurdum (1555)
- Francisco de Torres: De sola lectione legis, & prophetarum Iudaeis cum Mosaico ritu, et cultu permittenda: et de Iesu in synagogis eorum ex lege, ac prophetis ostendendo, et annunciando (1555)
- Pio V Ghislieri: bolla Hebraeorum gens sola (1569)
- Sisto Senese: Bibliotheca sancta (1575)
- Clemente VIII Aldobrandini: bolla Cum Hebraeorum malitia (1593)

#### Lo studio del Talmud come fonte storica
- John Lightfoot: Erubhin or Miscellanies Christian and Judaicall (1629); Horae Hebraicae et talmudicae (1658-1679)
- Giulio Bartolocci (1613-1687): Bibliotheca magna rabbinica (1693)
- Johann Wagenseil: Tela ignea satanae (1681)
- Johann Eisenmenger: Entdecktes Judentum (1700
- Hermann Strack: Kommentar zum Neuen Testament aus Talmud und Midrasch

#### Studiosi del rapporto tra Giudaismo e Cristianesimo nel XX secolo
- Jean Daniélou: La teologia del Giudeocristianesimo
- Jacob Neusner: L'ebraismo nel Nuovo Testamento

### Riferimenti
1. ↑  Scritto del Rabbino Capo del Commonwealth delle nazioni, rabbi Immanuel Jakobovits nell'Introduzione a Schimmel, H. Chaim, The Oral Law: A study of the rabbinic contribution to Torah she-be-al-peh, II ed., Feldheim Publishers, New York, 1996
2. ↑  Jacobs, Louis, God, su Arthur A. Cohen, Paul Mendes-Flohr, 20th Century Jewish Religious Thought: Original Essays on Critical Concepts, Jewish Publication Society, 2009, p. 394 citato da Elie Munk. The World of Prayer 1 (1961), p. 182.
3. ↑   Isaia 6:3, su La Parola - La Sacra Bibbia in italiano in Internet.
4. ↑  Scherman Nosson & Zlotowitz, Meir, curatori, TANACH: The Torah, Prophets, Writings, The Twenty-Four Books of the Bible Newly Translated and Annotated, Mesorah Publications, Ltd., Brooklyn, 1996, p. 963
5. ↑  Jacobs, Louis, God, in Arthur A. Cohen, Paul Mendes-Flohr, 20th Century Jewish Religious Thought: Original Essays on Critical Concepts, Jewish Publication Society, 2009, p. 394
6. ↑   Isaia 42:6, su La Parola - La Sacra Bibbia in italiano in Internet.
7. ↑  Will Herberg. Judaism and Modern Man: An Interpretation of Jewish Religion, Jewish Publication Society (1951).
8. ↑   Atti 9:2, su laparola.net.,  Atti 19:9, su laparola.net.,  Atti 23, su laparola.net.,  Atti 22:4, su laparola.net.,  Atti 24:14, su laparola.net.,  Atti 22, su laparola.net.
9. ↑   Atti 11:26, su laparola.net.,  Atti 26:28, su laparola.net.
10. ↑   Isaia 49:6, su La Parola - La Sacra Bibbia in italiano in Internet.
11. ↑   Atti 13:47, su La Parola - La Sacra Bibbia in italiano in Internet.
12. ↑  Beale, Gregory K., "Other Religions in New Testament Theology", su David Weston Baker, curatore, Biblical faith and other religions: an evangelical assessment, Kregel Academic, 2004, p. 85
13. ↑  McKeehan, James, An Overview of the Old Testament and How It Relates to the New Testament, iUniverse, 2002, p. 265
14. ↑  Philippe Bobichon, "L'enseignement juif, païen, hérétique et chrétien dans l'œuvre de Justin Martyr", Revue des Études Augustiniennes 45/2 (1999), pp. 233-259 online ; Philippe Bobichon,"Comment Justin a-t-il acquis sa connaissance exceptionnelle des exégèses juives (contenus et méthodes) ?", Revue de Théologie et de Philosophie, 139, 2007, pp. 101-126 online
15. ↑  "tutti hanno peccato e sono privi della gloria di Dio"  Romani 3:23, su laparola.net.
16. ↑   Giovanni 1:1, su laparola.net.,  Giovanni 1:14, su laparola.net.,  Giovanni 1:29, su laparola.net.
17. ↑   Giovanni 5:24, su laparola.net.
18. ↑   Giovanni 3:16, su laparola.net.
19. ↑   Ebrei 8:6, su laparola.net.
20. ↑  Vedi anche Vangelo di Matteo  Matteo 5, su laparola.net.
21. ↑  Vedi Movements of Judaism. Cfr. anche P. Simonnot, Il mercato di Dio. La matrice economica di ebraismo, cristianesimo, Islam, Fazi (2010), s.v. "Conversioni".
22. ↑  Keith Ward, God. A Guide for the Perplexed. Oneworld (2002), Cap. 3.
23. ↑  Loredana Birocci, Un canone a due voci. Ebraismo e cristianesimo, Serarcangeli (2009), s.v. "confronti" .
24. ↑   Matteo 28:16-20, su La Parola - La Sacra Bibbia in italiano in Internet.
25. ↑  Teologia ortodossa su orthodoxia (IT)
26. ↑  Testo completo (HE)
27. ↑  Norman Solomon, The Talmud, Penguin (2009), "Introduction", pp.xv-xlv.
28. ↑   Isaia 7:14, su La Parola - La Sacra Bibbia in italiano in Internet.
29. ↑   Salmi 22:16, su La Parola - La Sacra Bibbia in italiano in Internet.
30. ↑   Psalms 22 / Hebrew - English Bible / Mechon-Mamre, su mechon-mamre.org. URL consultato il 23 aprile 2012 (archiviato dall'url originale il 7 aprile 2023).
31. ↑   Esodo 31:16-17, su La Parola - La Sacra Bibbia in italiano in Internet.
32. ↑   Esodo 12:14-15, su La Parola - La Sacra Bibbia in italiano in Internet.
33. ↑   Atti 15:28-29, su laparola.net.,  Atti 21:25, su laparola.net.
34. ↑   Matteo 5:19, su laparola.net.
35. ↑   Salmi 119:152, su La Parola - La Sacra Bibbia in italiano in Internet.
36. ↑   Salmi 119:160, su La Parola - La Sacra Bibbia in italiano in Internet.
37. ↑   Esodo 12:24, su La Parola - La Sacra Bibbia in italiano in Internet.
38. ↑   Esodo 29:9, su La Parola - La Sacra Bibbia in italiano in Internet.
39. ↑   Levitico 16:29, su La Parola - La Sacra Bibbia in italiano in Internet.
40. ↑   Neemia 9:13, su La Parola - La Sacra Bibbia in italiano in Internet.
41. ↑   Salmi 119:39, su La Parola - La Sacra Bibbia in italiano in Internet.
42. ↑   Romani 7:7-12, su La Parola - La Sacra Bibbia in italiano in Internet.
43. ↑  Cfr. anche "Antitrinitarismo".
44. ↑  Talmud babilonese Sanhedrin (Sinedrio) 63b.
45. ↑  The Path of the Righteous Gentile: An Introduction to the Seven Laws of the Children of Noah, Chaim Clorfene e Yaakov Rogalsky, s.v. "Shituf" and passim.
46. ↑  David Novak, Jewish Christian Dialogue: A Jewish Justification, pp. 49segg.
47. ↑  Vedi per es.  Giovanni 3:5, su laparola.net.: «In verità, in verità ti dico, se uno non nasce da acqua e da Spirito, non può entrare nel regno di Dio.»
48. ↑   Genesi 22:2, su La Parola - La Sacra Bibbia in italiano in Internet.
49. ↑   Genesi 25:28, su La Parola - La Sacra Bibbia in italiano in Internet.
50. ↑   Genesi 37:3, su La Parola - La Sacra Bibbia in italiano in Internet.
51. ↑   1Samuele 18:2, su La Parola - La Sacra Bibbia in italiano in Internet.
52. ↑   1Samuele 20:17, su La Parola - La Sacra Bibbia in italiano in Internet.
53. ↑  Cfr. anche "Definizioni di Amore" Archiviato il 16 novembre 2018 in Internet Archive. (EN)
54. ↑   Levitico 19:18, su La Parola - La Sacra Bibbia in italiano in Internet.
55. ↑   Esodo 21:22-25, su La Parola - La Sacra Bibbia in italiano in Internet.
56. ↑  Daniel Schiff,Abortion in Judaism Cambridge: Cambridge University Press (2002), pp. 9-11
57. ↑  Yevamot 69b.
58. ↑   Salmi 139, su La Parola - La Sacra Bibbia in italiano in Internet.
59. ↑   Geremia 1, su La Parola - La Sacra Bibbia in italiano in Internet.
60. ↑  Eutanasia e Ebraismo Archiviato il 6 maggio 2006 in Internet Archive. (EN) ; vedi anche "L'eutanasia e la bioetica degli stadi terminali" di Rav Riccardo Di Segni (IT)
61. ↑  Matteo  Matteo 5:38-42, su laparola.net., Luca  Luca 6:27-31, su laparola.net.
62. ↑   Marco 7, su La Parola - La Sacra Bibbia in italiano in Internet.
63. ↑  Bibbia  Genesi 9:4, su laparola.net.,  Deuteronomio 12:23, su laparola.net.,  1 Samuele 14:33, su laparola.net., ecc.
64. ↑  Messiah: The Criteria Archiviato il 19 dicembre 2007 in Internet Archive., su jewsforjudaism.org.
65. ↑  Apocalisse di Giovanni  Apocalisse 20:10, su laparola.net.,  Apocalisse 19:20, su laparola.net.,  Apocalisse 20:14-15, su laparola.net.,  Apocalisse 21:8, su laparola.net., ecc. Si veda anche Vangelo di Matteo  Matteo 25:31-46, su laparola.net., sul pastore che "separa le pecore dai capri".
66. ↑  Libro di Daniele  Daniele 12:2, su laparola.net.
67. ↑  Jewish Encyclopedia, s.v. "Resurrection" (EN)
68. ↑  Ibidem, s.v. "Pharisees" (EN)
69. ↑  Apocalisse di Giovanni  Apocalisse 20-22, su laparola.net.
70. ↑   Isaia 41:8, su La Parola - La Sacra Bibbia in italiano in Internet.
71. ↑   Isaia 41:8, su laparola.net.: "Abramo mio amico"
72. ↑   Deuteronomio 6:5, su La Parola - La Sacra Bibbia in italiano in Internet.
73. ↑  Maimonide, Mishneh Torah Cap. 10 (citato da Jacobs 1973, p. 159)
74. ↑  Per questo e gli altri brani, cfr. Pirush Hamishnayot (Commentario alla Mishnah, ad hoc.
75. ↑  Cfr. per es. il "Credo" cattolico, spec. qui e qui; vedi anche CREDO e Vangelo di Luca  Luca 1:32, su laparola.net., et al.
76. ↑  Dominus Iesus Capp. 20 e 22, paragrafi 80-93.
77. ↑  Vedi anche "Questioni disputate. Quale salvezza fuori dalla Chiesa", articolo di Sandro Magister.
78. ↑  "Messianic Synagogues" Target Jews but Hit Christians, Some of Whom Are Converting to Judaism Archiviato il 29 ottobre 2012 in Internet Archive. di
 Catriel Sugarman. Agli estremi, vedi documenti cristiani fondamentalisti come "The Unbelieving Jews", o cattolici come "Walter Kasper e la missione verso gli ebrei", o la locuzione latina "Oremus et pro perfidis Judaeis".
79. ↑  "Catechismo Ortodosso.
80. ↑  Su queste problematiche, cfr. "Italia ortodossa" Archiviato il 18 luglio 2013 in Internet Archive.; Orthodoxia.it; "Dottrina Ortodossa"; O. Clément, La Chiesa ortodossa, Queriniana, Brescia (2005); V. Lossky, La teologia mistica della Chiesa d'Oriente. La visione di Dio, EDB Bologna (1985).
81. ↑  The Seven Laws of Noah and the Non-Jews who Follow Them Archiviato il 28 novembre 2007 in Internet Archive. (EN)
82. ↑  102º Congresso degli Stati Uniti d'America Archiviato il 31 gennaio 2016 in Internet Archive., 5 marzo 1991.
83. ↑   Matteo 28:16-20, su La Parola - La Sacra Bibbia in italiano in Internet.
84. ↑  Vedi nn. 70-74 e anche "Vi adoperate per evangelizzare gli ebrei?" Archiviato il 1º giugno 2015 in Internet Archive., su Cattolici per Israele; "Lefebvriani rifiutano nuova preghiera e insistono sulla conversione degli ebrei", su La Repubblica 10/04/2009; "Come la Chiesa cattolica continua a evangelizzare gli ebrei" su Kolot.it 20/01/2012, et al.
85. ↑  Jacob Neusner, Judaism in the Matrix of Christianity, Philadelphia: Fortress Press (1986), passim.
86. ↑  M. Steinberg, Basic Judaism p. 108, New York: Harcourt, Brace Jovanovich (1975).
87. ↑  Spiegel, 1993.
88. ↑  Harold Bloom 2007, s.v. "Trinity".
89. ↑  Lettera agli Ebrei 7:11-28
90. ↑  Martin Buber, "The Two Foci of the Jewish Soul", citato su The Writings of Martin Buber, Will Herberg (curatore), New York: Meridian Books (1956), p. 276.
91. ↑  "Interreligious dialogue"; vedi anche, genericamente, Bruno Moriconi (curatore), Antropologia cristiana. Bibbia, teologia, cultura, Città Nuova (2001).